# La fiesta de Dave Chapelle
La fiesta de Dave Chapelle (en inglés: Dave Chappelle's Block Party) es una película documental estadounidense de 2005 presentada y escrita por el comediante Dave Chappelle y dirigida por Michel Gondry.
La película y su banda sonora están dedicadas a la memoria del productor musical J Dilla, quien murió de lupus un mes antes del estreno de la película. La película se estrenó oficialmente en el Festival Internacional de Cine de Toronto de 2005.

## Estreno

### Recepción de la crítica
Rotten Tomatoes otorga a la película un 92% de aprobación según 128 reseñas con una puntuación promedio de 7.70/10. El consenso crítico del sitio dice: "La fiesta de Dave Chapelle es un estridente regreso al centro de atención para el cómic, animado por un humor ingenioso y contagioso y actuaciones musicales sobresalientes". Metacritic, que asigna una calificación normalizada de 100 a las reseñas de los críticos principales, le da a la película una puntuación promedio de 84 basada en 30 reseñas, lo que indica "aclamación universal".